# Lleger
Lleger és un poble i antiga quadra del municipi de Sant Jaume dels Domenys, Baix Penedès, situat al sector sud-est del terme. La seva població el 2009 era de 279 habitants.
L'església de Santa Marina depèn de la de Sant Jaume. S'hi troben restes d'una antiga torre de defensa. En el segle X i el XI va pertànyer als senyors de Castellet. Va formar el municipi independent Llorenç i Lleger amb Llorenç del Penedès al s. XIX.

## Història
L'antic lloc de "Lodger" es documenta per primera vegada a l'any 990 com afrontació del castell de Castellví. El nom era relacionat amb Otger Amat, senyor de Castellet en aquella època, del qual es tenen signatures a darreries del segle X amb diverses grafies, entre ella Otger el 992, nom propi d'origen germànic d'on procedeix Lletger i una fita que hi havia entre els antics termes de Castellví i Banyeres, el coll de "Logdarri" (1023) o de "Llogderi" (1032). El llogaret de "Lotger" es torna a llegir el 1046 i com "Lodger" el 1059, en una permuta feta per Elisenda a Folch, fill de Tedbert, d'unes terres del terme de Calafell (La Muga), per unes de "Lodger". Aquestes terres eren d'Otger, el difunt marit d'Elisenda, i pertanyien al terme de Castellví de la Marca.
El 1183 en un altre document de Sant Cugat del Vallès, Berenguer, Arquebisbe de Tarragona, es pronuncià sobre les diferències existents entre el monestir i Berenguer de Loger.
L'any 1303, en una visita pastoral del bisbe a Sant Jaume, se celebrà un procés a una dona que vivia a "Alotger", mentre que per altra banda són citats un parell d'homes de "Lotger" poble que més tard tingué una unió personal amb Llorenç, car el 1358 eren ambdós jurisdicció de Bernat de Tous, senyoria que comptava amb 25 focs en el període de 1365-1370.
En l'inventari fet per Beatriu de Tous en el 1410 es menciona entre les seves possessions el castell de "Leger", D'aquest castell en resta la torre que podria ésser del segle x. Aquests tipus de torres, situades en llocs elevats, es van edificar en temps de la reconquesta i servien per comunicar a les terres properes la presència de l'enemic.
L'església de Santa Marina i Sant Andreu té les seves arrels en una capella romànica documentada des del sis de juliol de 1414 arran d'una visita pastoral. També es troben documentades altres visites pastorals del segle xviii. Es creu que aquesta capella formava part del castell de Lletger.
La qualificació de quadra no es dona fins a l'any 1593, quan era propietat de la vídua de Llàtzer del Bosc i de Vilagaia, més tard fou de Federic del Bosc i de Sant Vicenç. L'any 1671 i amb motiu de la mort de Federic del Bosch i de Sant Vicenç es feu una relació de les seves propietats, entre les quals es mencionava el castell de Lletger. El 1847 fou incorporat al municipi de Sant Jaume, però abans formà, en el mateix segle xix, un municipi independent amb Llorenç del Penedès.